# Wingerdweg 52

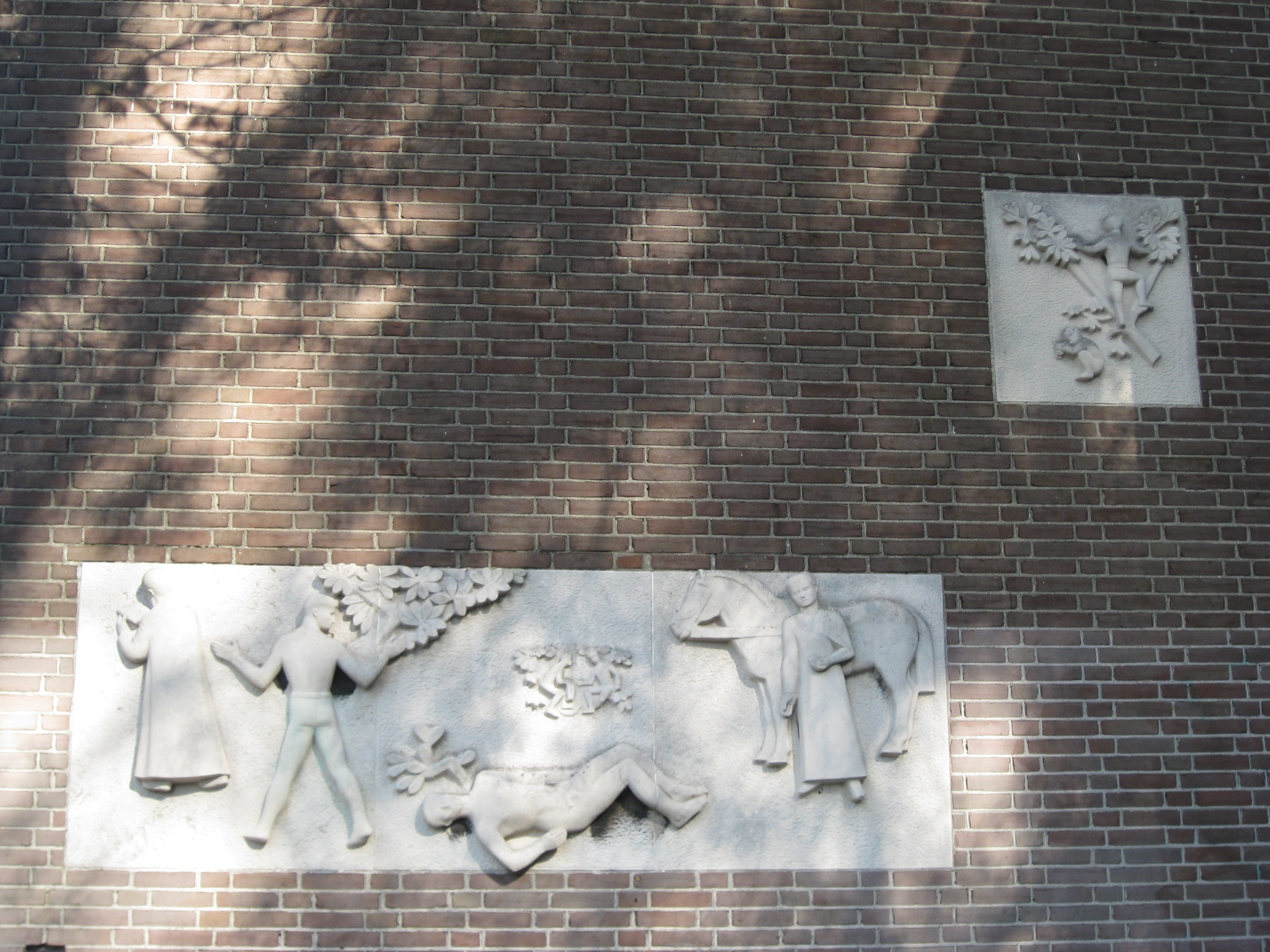
Twee kunstreliëfs

Wingerdweg 52 is een gebouw aan de Wingerdweg in Amsterdam-Noord. Het gebouw ligt in de zoom van het Florapark, Noorderpark.
Bij de stadsuitbreiding in Amsterdam-Noord rees de vraag of er een ziekenhuis noodzakelijk werd. Daarom werd door een raadslid een vraag gesteld of een dergelijke instantie exploitabel zou blijken. In aanloop naar de besluitvorming kwam burgemeester en wethouders tot de conclusie dat dat niet het geval was. Van 1929 tot 1935 zouden er “slechts 87” patiënten zijn geweest binnen het te verwachten serviceniveau van “gewone ziekten”. Bovendien verwachtte B&W dat er sneller transport zou komen tussen Noord en de binnenstad, moesten patiënten met een “speciale ziekte” naar de academische ziekenhuizen en kwam er ander inzicht in de behandeling van besmettelijke ziekten. Een volledig ziekenhuis kwam er dus niet, maar men zag wel de noodzakelijkheid van een zittinglokaal en daar werd begin 1936 direct opdracht toe gegeven. Een reden tot het betrekken van het nieuwe gebouw zou ook zijn dat dan de gemeente-arts in een gebouwtje aan de Tolhuisweg en de consultatiearts aan de Laanweg zich in de nieuwbouw konden vestigen. B&W deed tevens een onderzoek of het mogelijk was een of meerdere ambulances te stallen in het gebouw. Men schatte in dat het gehele gebouw met inrichting ongeveer 640.000 gulden zou gaan kosten. Desalniettemin was Noord er niet blij mee, men bleef strijden voor een volledig ziekenhuis.
Begin 1937 vond de aanbesteding plaats. In december 1937 werd kliniek geopend. De ambulance kwam pas in 1938 toen er (weer) voldoende woningen voor verplegend personeel opgeleverd waren. In 1940 waren er zoveel patiënten, dat uitgeweken moet worden naar de kinderbewaarplaats. Ook na de Tweede Wereldoorlog bleef de situatie (met name het transport naar de stad) nijpend en vergeleek men Amsterdam-Noord met stedelijke gebieden met dezelfde bevolkingsaantallen, die wel (al) een ziekenhuis hadden. Alhoewel al in 1961 begonnen was met de bouw van het Ziekenhuis Amsterdam-Noord werd het pas in 1966 opgeleverd. Ook dat ziekenhuis bleek bij oplevering te klein. Aan de Wingerdweg kwam de EHBO-post, die ook patiënten uit de binnenstad te verwerken kreeg. In 1971 kwamen daar de sportkeuringen voor Amsterdam-Noord bij. Na een verbouwing in 2013/2014, waarbij ook een nieuwe vleugel werd gebouwd, zit er nog steeds een post van de GGD, in dit geval ouder- en kinderteams, schoolgezondheidszorg, consultatiebureau en verloskundigenpraktijk.., een zogenaamd OKC.
Volgens gegevens zou er in het gebouw een geëtst raam van Jan Peeters aanwezig zijn geweest, het is er niet meer te vinden en zoek. Wel zijn nog twee gevelstenen van Han Richters te bewonderen met titels De barmhartige Samaritaan en Spelende kinderen, geplaatst in circa 1947.